# NK Vučetinec
NK Vučetinec nogometni je klub iz Vučetinca. Trenutno se natječe u 2. ŽNL Međimurskoj.